# Manuscrit bíblic
Un Manuscrit bíblic és una còpia manuscrita d'una part del text de la Bíblia. La paraula Bíblia ve del grec biblion (llibre);manuscrit ve del llatí manu (mà) i scriptum (escrit). Els Manuscrits bíblics varien en mida, des dels minúsculs rotlles individuals que contenen alguns versets de les Escriptures (anomenats Tefillin) fins al gran còdex poliglota (llibres en diversos idiomes), que conté tant la Bíblia hebrea (Tanakh) i el Nou Testament, així com altres obres extra canòniques (fora del Cànon).
L'estudi dels manuscrits bíblics és important perquè les còpies manuscrites dels llibres poden contenir errors. La ciència de la crítica textual intenta reconstruir el text original dels llibres, especialment els publicats amb anterioritat a la invenció de la premsa.

## Tipus
Els manuscrits bíblics es divideixen en diferents categories en funció del seu suport o el seu tipus d'escriptura.
Manuscrits segons el seu suport:
- En papir, fets de la tija de papir, planta molt abundant a Egipte, i que normalment es presenta en forma de rotlles.
- En pergamí, fets de pell d'ovella o de vedella, es presenta en la forma de fulles.

Manuscrits escrits en grec segons el tipus d'escriptura:
- Escrits en lletra majúscula o també anomenada "uncial", són els més antics;
- Escrits en lletra minúscula, els més nombrosos.

## Manuscrits més importants
- La Septuaginta, del segle iii aC al segle i aC, versió grega de la Bíblia hebraica o Antic Testament.
- Manuscrits de la mar Morta (200 aC al 66 dC.), escrits en hebreu i arameu
- Còdex Sinaiticus, segle iv
- Còdex Vaticanus, segle iv
- La Vulgata de Sant Jeroni, segle iv
- Còdex Alexandrinus, segle v

## Manuscrits més antics
Manuscrits més antics dels llibres del Nou Testament:
| Llibre                              | Manuscrit més antic | Data            | Estat           |
| Evangeli segons Mateu               | P64, P67, P104      | c. 200          | Fragments       |
| Evangeli segons Marc                | P45                 | c. 250          | Fragments grans |
| Evangeli segons Lluc                | P4, P75             | c. 200          | Fragment        |
| Evangeli segons Joan                | P52                 | c. 125-160      | Fragment        |
| Fets dels Apòstols                  | P38                 | segle III o IV  | Fragment        |
| Epístola als Romans                 | P46                 | c. 175-225      | Fragments       |
| Primera Epístola als Corintis       | P46                 | c. 175-225      | Fragments       |
| Segona Epístola als Corintis        | P46                 | c. 175-225      | Fragments       |
| Gàlates                             | P46                 | c. 175-225      | Fragments       |
| Epístola als Efesis                 | P46                 | c. 175-225      | Fragments       |
| Epístola als Filipencs              | P46                 | c. 175-225      | Fragments       |
| Epístola als Colossencs             | P46                 | c. 175-225      | Fragments       |
| Primera Epístola als Tessalonicencs | P46                 | c. 175-225      | Fragments       |
| Segona Epístola als Tessalonicencs  | P92                 | segle III o IV. | Fragment        |
| Primera Epístola a Timoteu          | א                   | c. 350          | Complet         |
| Segona Epístola a Timoteu           | א                   | c. 350          | Complet         |
| Epístola a Titus                    | P32                 | c. 200          | Fragment        |
| Epístola a Filemó                   | P87                 | segle iii.      | Fragment        |
| Epístola als Hebreus                | P46                 | c. 175-225      | Fragments       |
| Epístola de Jaume                   | P23, P20            | segle iii.      | Fragment        |
| Primera Epístola de Pere            | P72                 | segle III o IV. | Fragments       |
| Segona Epístola de Pere             | P72                 | segle III o IV. | Fragments       |
| Primera Epístola de Joan            | P9                  | segle iii.      | Fragment        |
| Segona Epístola de Joan             | P232                | segle III o IV. | Fragment        |
| Tercera Epístola de Joan            | א                   | c. 350          | Complet         |
| Epístola de Judes                   | P72                 | segle III o IV. | Fragments       |
| Apocalipsi                          | P98, P115           | c. 275          | Fragment        |